# Viva Forever
Viva Forever – singel brytyjskiego girlsbandu Spice Girls, pochodzący z ich drugiego albumu Spiceworld (1997) i wydany w 1998 roku. Jest to ostatni utwór, w którym słychać głos Geri Halliwell, czyli Ginger Spice, która 31 maja 1998 roku opuściła zespół. Ona sama jest główną autorką tekstu, a jej wokal jest ledwie słyszalny. Swoje solo w piosence mają wszystkie Spicetki oprócz niej.
Przed jej odejściem singel był wydawany wraz z „Never Give Up On The Good Times”, ale później wersja ta została usunięta z dystrybucji.
Utwór odniósł ogólnoświatowy sukces i został nazwany jednym z najlepszych utworów Spice Girls – zaraz obok „Wannabe”, „Spice Up Your Life” i „Too Much”. Zebrał pochwały od wielu krytyków i pism jak Rolling Stone czy Sputnikmusik

## Teledysk
Utwór ma bardzo wyrazisty teledysk. Dwójka chłopców zagubionych w lesie za sprawą magicznego kurczaka odnajduje tajemnicze opakowanie na zabawkę z automatu. Pudełko zaczyna się świecić, a ze środka wylatuje pięć małych i kolorowych wróżek: karykaturki Spice Girls – Ginger ze skrzydełkami w barwach flagi brytyjskiej oraz Baby, Sporty, Posh i Scary ze skrzydełkami w motywie panterki. Jeden z chłopców ucieka, drugi zostaje z wróżkami, po czym zamykają go one w Kostce Rubika. Teledysk był animowany z powodu koncertowania na trasie „Spiceworld Tour”. Członkinie nie miały czasu na nagrania, więc Steve Box wyreżyserował wersję animowaną.

## Certyfikaty
- Szwajcaria, Szwecja, Niemcy – Złoto.
- Francja – Srebro.
- Australia, Włochy, Wielka Brytania – Platyna.